# 1777
1777 (MDCCLXXVII) là một năm thường bắt đầu vào thứ Tư của lịch Gregory (hay một năm thường bắt đầu vào Chủ Nhật, chậm hơn 11 ngày, theo lịch Julius).

## Sự kiện

### Tháng 1
- 3 tháng 1 - Cách mạng Hoa Kỳ: tướng Mỹ George Washington đánh bại tướng Anh Charles Cornwallis tại trận Princeton.
- 12 tháng 1 - Phái đoàn truyền giáo Santa Clara de Asís được thành lập ở nơi ngày nay là Santa Clara, California.

14 tháng 6: Cờ Mỹ

- 15 tháng 1 - Vermont tuyên bố độc lập khỏi tiểu bang New York và trở thành một nước độc lập, một vị thế mà Vermont có được cho đến khi gia nhập làm bang thứ 14 của Hoa Kỳ vào năm 1791.

### Tháng 3
- Nguyễn Huệ mang thủy quân tiến công Gia Định.

### Tháng 9
- Nguyễn Huệ bao vây Ba Việt bắt sống chúa Nguyễn Phúc Dương và toàn bộ tướng sĩ.

### Tháng 10
- Quân Tây Sơn bắt Nguyễn Phúc Thuần và xử tử cùng với Nguyễn Phúc Dương.

### Tháng 11
- Nguyễn Ánh tập hợp lực lượng khởi binh đánh Tây Sơn.

### Tháng 12
- Nguyễn Ánh cùng tổng đốc Châu tái chiếm Gia Định.

## Sinh
- 30 tháng 4 - Carl Friedrich Gauss, nhà toán học, vật lý người Đức (m. 1855)
- Điện Đô vương Trịnh Cán - chúa Trịnh ở Đàng Ngoài nước Đại Việt (mất 1782)

## Mất
- Định vương Nguyễn Phúc Thuần - chúa Nguyễn ở Đàng Trong nước Đại Việt (sinh 1754)
- Tân Chính vương Nguyễn Phúc Dương - chúa Nguyễn ở Đàng Trong nước Đại Việt